# Фёлькель, Павол
Па́вол Фёлькель (в.-луж. Pawoł Völkel, 13 сентября 1931 года, Хросчицы, Саксония, Германия — 16 декабря 1997 года, Будишин, ГДР) — лужицкий писатель, издатель, переводчик и учёный-славист. Под его редакцией в 1974 году вышел «Верхнелужицко-русский словарь» Константина Трофимовича.

## Биография
Родился 13 сентября 1931 года в семье ремесленника в городе Хросчицы. В 1942 году окончил начальную школу в Кроствице. С 1942 года по 1945 год обучался в Высшей школе имени Лессинга в Каменце. С 1946 года по 1950 год обучался в гимназиях в Ческа-Липе, Варнсдорфе и Либерце. В 1951 году окончил лужицкую расширенную школу в Будишине (в настоящее время — Сербская гимназия). С 1951 года по 1956 год обучался на факультете славистики университета имени Карла Маркса в Лейпциге. С 1958 года по 1965 года работал лектором в издательстве «Домовина». В 1965 году был назначен руководителем отдела лекций издательства «Домовина».
В 1992 году вышел на пенсию. Скончался 16 декабря 1997 года в Будишине.

## Сочинения
Занимался переводами со славянских языков.
Проза
- …a waše dźěći budu syroty, 1966;
- Krabat w Čornym młynje, 1977;
- Krabat na wikach, 1978.
- Łučlany hród, 1992
- Fijałkojty čas, 1996

Научные издания, словари
- Die Kodifikation der obersorbischen Orthographie, 1962;
- Lužickosrbsko-český přiručni slovniček, 1963;
- Łużycko-serbsko-polski słowniczek kieszonkowy, 1965;
- Hornjoserbsko-němski słownik, 1970
- Hornjoserbska ortografija a interpunkcija, 1974;
- Верхнелужицко-русский словарь, 1974;
- Prawopisny słownik hornjoserbskeje rěče, 1970;
- Serbska literatura w socialistiskej wótčinje, 1974.

## Награды
- Лауреат литературной премии «Домовина» (1967);
- Медаль имени Рихарда Бехера (1975);
- Лауреат премии имени Якуба Чишинского (1976).